# Asthenolabus daemon
Asthenolabus daemon är en stekelart som först beskrevs av Wesmael 1845.  Asthenolabus daemon ingår i släktet Asthenolabus och familjen brokparasitsteklar. Inga underarter finns listade.